# Erwin Immel
Erwin Immel (* 12. Februar 1927 in Übernthal; † 9. April 2006) war ein deutscher Politiker (CDU) und Abgeordneter des Hessischen Landtags.

## Ausbildung und Beruf
Nach acht Jahren Volksschule in Übernthal besuchte Erwin Immel die Lehrerausbildungsanstalt in Boppard am Rhein. Die Ausbildung wurde 1944/1945 aufgrund des Kriegsdienstes unterbrochen. Am 18. Februar 1944 beantragte er die Aufnahme in die NSDAP und wurde zum 20. April desselben Jahres aufgenommen (Mitgliedsnummer 9.699.612). Nach der ersten Staatsprüfung 1947 in Weilburg und der zweiten Lehrerprüfung 1950 war er als Hauptschullehrer tätig.

## Politik
Erwin Immel war Mitglied der CDU und dort in verschiedenen Vorstandsämtern aktiv. Er war Vorsitzender der Kommunalpolitischen Vereinigung der CDU im Lahn-Dill-Kreis. Kommunalpolitisch engagierte sich Erwin Immel in der Gemeindevertretung von Siegbach und im Kreistag des Lahn-Dill-Kreises.
Vom 1. Dezember 1970 bis zum 30. November 1982 war Erwin Immel drei Wahlperioden lang Mitglied des Hessischen Landtags. Er war dort Vorsitzender des Petitionsausschusses und des Sozialpolitischen Ausschusses.
1979 war Immel Mitglied der Bundesversammlung.

## Sonstige Ämter
Seit 1985 war Immel Landesvorsitzender der Lebenshilfe für geistig Behinderte.

## Schriften
- Meistens schien die Sonne. Vorwiegend Heiteres aus meinem Leben. Westerwaldverlag Görlich, Greifenstein 1998.
- Meistens war es nicht leicht. Bäuerliche Gesellschaftsentwicklung zwischen 1930 und 1955. Geiger, Horb am Neckar 2004.